# Дон, Сергей Эдуардович
Сергей Эдуардович Дон (род. 26 марта 1963, Ставрополь) — российский политический деятель, депутат Государственной думы второго созыва.

## Биография
Окончил Московский институт народного хозяйства имени Г. В. Плеханова.
В 1989—1990 научный сотрудник отдела уровня жизни населения научно-исследовательского института труда Государственного комитета СССР по труду и социальным вопросам.
1993—1995 — старший научный сотрудник Центра экономических и политических исследований.
1995—1999 — депутат Государственной Думы второго созыва, член Комитета по бюджету, банкам, налогам и финансам. С 2000 г. — эксперт Комитета Государственной Думы по бюджету и налогам.
Затем директор по связям с государственными органами АО «КРОС».